# 이용각
이용각(李容珏, 1924년 12월 7일 ~ 2016년 3월 16일)은 1942년 경기공립중학교를 졸업하고 1945년 서울대학교 의과대학 전신인 경성의학전문학교를 졸업하였다. 모교의 세균학연구실을 거쳐 이화여자대학교 의과대학에서 강의를 하였다. 미국 국무성 초청 유학생으로 선발되어 1950년 6월 23일 출국을 준비하던 중, 6.25전쟁 발발로 인해 1차 미국 유학의 길이 무산된다. 서울 수복과 더불어 미 육군 7사단에 합류하여 장진호 전투 후 미 해병대의 야전병원에서 외과 임상의에 입문하게 된다. 1953년 7월 휴전과 더불어 다시 미국 유학의 길에 올라, 1958년 미국 휴스턴의 베일러 의대의 Dr. Michael DeBakey교수에게서 외과 전문의 수련을 마쳤다. 귀국 후, 이화여자대학 동대문병원과 강릉도립병원을 거쳐 가톨릭대학교 의과대학에서 교수로 재직했다.
재직 중 가톨릭대 의과대학 외과 주임교수, 가톨릭대학교 성모병원 원장, 대한외과학회 회장, 대한이식학회 회장 등을 역임하였으며, 1989년 초대 인하대학교 의무부총장겸 인하중앙의료원장으로 취임하여 인하대 의과대학과 병원 발전의 초석을 다졌다.
이용각 명예교수는 1969년 아시아 최초 장기 이식인 신장이식 수술을 성공했다. 신장이식에 대한 개념조차 생소했던 당시, 이용각 명예교수는 신장이식을 성공적으로 거행함으로써 국내 이식치료의 초석을 이뤘고, 혈관외과학 분야의 발전에 지대한 공헌을 했다.
또 이용각 명예교수는 혈관·갑상샘·부신절제 수술 등에서 새로운 방법을 개척하고 장기 이식 분야에서 큰 업적을 세우는 등 의학 학술 연구와 병원 행정 발전에도 기여했다.
이러한 공로를 인정받아 미국 Medal of Freedom 및 대통령 표창장(1954년), 대한의학협회 학술상(1964년), 삼일문화상 과학상(1977년), 국민훈장 목련장(1978년), 일송상(2016년) 등을 수여 받았으며 2015년에는 대한의학회 명예의전당에 헌정됐다.
이용각교수의 청년기는 한반도의 근대 전쟁사의 단면이라 할 수 있다. 1945년 초, 경성의학전문학교 졸업과 동시에 군의관으로 일본군에 징집되어 만주 관동군에 소속되었다가 일본의 항복과 더불어 잠시 소련군 포로수용소에 수용된다. 서울로 귀환 후 이화여대 강사로 재직 중, 한국전쟁 발발과 더불어 인민군에게 납북되어 북송 중 탈출, 안양에서 은신하다가 9.28 서울수복과 더불어 진주한 미육군 7사단 의무대에 자원입대한다. 이 부대는 북진을 거듭해 압록강 인근까지 도달하지만 중공군의 개입과 더불어 장진호에서 고립 포위되어 한국전쟁사 최고의 격전으로 꼽히는 장진호 전투를 치르게 된다. 결국 대대병력 중, 70여명만이 포위망을 뚫고 미 해병1사단에 구출되어 흥남철수 대열에 합류한 후, 미해병대 야전병원에서 한국전 휴전까지 종군하였다. 그러나 훈장과 종군기장으로 점철된 3년여에 걸친 종군기록을 한국군 군번이 없다는 이유로 인정 받지 못해 1961년 의사동원령에 따라 이화여자대학교 의과대학 부교수 직을 뒤로 하고 강릉도립병원 원장으로 동원되 1년간 근무하였다.
2016년 3월 16일 향년 93세로 별세했다.

## 경력
- 이화여자대학교 의과대학 교수
- 강릉도립병원 원장
- 가톨릭대학교 의과대학 교수
- 가톨릭대학교 의과대학 서울성모병원 원장
- 인하대학교 의무부총장 겸 인하의료원장
- 한국심장재단 이사장

## 업적
- 한국 최초의 혈관이식 시술
- 1969년 아시아 최초의 장기이식 (신장) 시술

## 수상
- 1954년 - 미국 대통령 표창, 자유훈장
- 1964년 - 대한의학회 학술대상
- 1977년 - 삼일문화상 학술상
- 1978년 - 국민훈장 목련장
- 2015년 - 대한의학회 명예의전당 헌정
- 2016년 - 제10회 일송상 수상

## 저서
- 동맥외과의 실제
- 외과학 - 의과학연구소, 1969년
- 갑자생 의사 - 아카데미아, 1997년

## 같이 보기
- 마이클 디베이키(영어판)
- 자유훈장(영어판)